# Корнеліус (Північна Кароліна)
Корнеліус (англ. Cornelius) — місто (англ. town) в США, в окрузі Мекленберг штату Північна Кароліна. Населення — 31 412 особи (2020).

## Географія
Корнеліус розташований за координатами 35°28′24″ пн. ш. 80°53′3″ зх. д. / 35.47333° пн. ш. 80.88417° зх. д. (35.473386, -80.884189).  За даними Бюро перепису населення США в 2010 році місто мало площу 32,07 км², з яких 31,29 км² — суходіл та 0,79 км² — водойми.

## Демографія
Згідно з переписом 2010 року, у місті мешкало 24 866 осіб у 10 767 домогосподарствах у складі 6582 родин. Густота населення становила 775 осіб/км².  Було 11947 помешкань (372/км²).
Расовий склад населення:
| - 88,3 % — білих - 5,8 % — чорних або афроамериканців - 2,3 % — азіатів - 0,3 % — корінних американців - 1,8 % — осіб інших рас |

До двох чи більше рас належало 1,6 %. Частка іспаномовних становила 5,3 % від усіх жителів.
За віковим діапазоном населення розподілялося таким чином: 22,9 % — особи молодші 18 років, 67,0 % — особи у віці 18—64 років, 10,1 % — особи у віці 65 років та старші. Медіана віку мешканця становила 37,9 року. На 100 осіб жіночої статі у місті припадало 96,0 чоловіків;  на 100 жінок у віці від 18 років та старших — 94,0 чоловіків також старших 18 років.
Середній дохід на одне домашнє господарство  становив 106 645 доларів США (медіана — 80 472), а середній дохід на одну сім'ю — 130 140 доларів (медіана — 100 653). Медіана доходів становила 79 731 долар для чоловіків та 47 087 доларів для жінок. За межею бідності перебувало 6,7 % осіб, у тому числі 7,6 % дітей у віці до 18 років та 3,0 % осіб у віці 65 років та старших.
Цивільне працевлаштоване населення становило 14 033 особи. Основні галузі зайнятості: освіта, охорона здоров'я та соціальна допомога — 15,7 %, фінанси, страхування та нерухомість — 14,9 %, роздрібна торгівля — 14,5 %, науковці, спеціалісти, менеджери — 14,5 %.